# Iglesia de Santa María la Mayor (Aguilar de Bureba)
La iglesia de Santa María la Mayor es un templo católico de la localidad española de Aguilar de Bureba, en la provincia de Burgos.

## Descripción
El edificio se encuentra en la localidad burgalesa de Aguilar de Bureba, en la comunidad autónoma de Castilla y León. De estilo románico, su construcción se remontaría al siglo XII.
Fue declarada monumento histórico-artístico, de carácter nacional, el 9 de febrero de 1983, mediante un decreto publicado el 22 de marzo de ese mismo año en el Boletín Oficial del Estado, con la rúbrica de rey Juan Carlos I y del entonces ministro de Cultura Javier Solana.
En 2002 tuvo lugar el hundimiento de una de las naves. En 2020 finalizaron una serie de labores de restauración en el inmueble.